# David Dundas
David Dundas, född 1735 i Edinburgh, död den 18 februari 1820 i London, var en engelsk general och militärskriftställare.
Dundas studerade krigskonsten under Fredrik II och gjorde sig känd som Englands mest framstående taktiker genom sitt arbete The Principles of Military Movements, Chiefly Applicable to Infantry (1780) och sina inom brittiska armén antagna exercisreglementen, vilka tillämpades inom de härar Wellington sedermera förde till seger. Dundas blev 1802 general och var 1809-11 brittiska arméns högste befälhavare.